# Festival narečnih popevk 2011
42. festival narečnih popevk je potekal 11. septembra 2011 v SNG Maribor. Vodil ga je Vojko Belšak. Nastopilo je 12 izvajalcev:
| #   | Izvajalec              | Naslov pesmi          | Avtor glasbe             | Avtor besedila             | Avtor aranžmaja  | Št. tel. glasov | Uvrstitev |
| --- | ---------------------- | --------------------- | ------------------------ | -------------------------- | ---------------- | --------------- | --------- |
| 1.  | Kvintet bratov Smrtnik | V Kortah              | Rajko Stropnik           | Rajko Stropnik             | Izidor Leitinger | 303             | 6.        |
| 2.  | Lea Likar              | Kje si moja vas       | Miha Gorše, Uroš Planinc | Roman Zupančič             | Lojze Krajnčan   | 284             | 8.        |
| 3.  | Ansambel Modri val     | Rožina                | Matjaž Vlašič            | Vili Bertok                | Patrik Greblo    | 548             | 4.        |
| 4.  | Tiana                  | Nej me Suoča adplakne | Marino Legovič           | Leon Oblak                 | Gregor Forjanič  | 399             | 5.        |
| 5.  | Halgato band           | Prekmurski cvejt      | Saša Ostojić             | Milan Ostojić              | Primož Grašič    | 206             | 10.       |
| 6.  | Neli Žlof              | Jes bon še leti       | Janez Repnik             | Vili Bertok                | Aleš Avbelj      | 236             | 9.        |
| 7.  | Daniel Horvat          | Moja violijna         | Milan Ostojić            | Jožica Lukač               | Gregor Forjanič  | 113             | 11.       |
| 8.  | Zapeljivke             | Ləbezn nə strah       | Dezider Cener            | Feri Lainšček              | Ladislav Rebrek  | 295             | 7.        |
| 9.  | Prifarski muzikanti    | Moja Izola            | Žiga Bižal               | Dušan Bižal, Darjan Gorela | Gregor Forjanič  | 1499            | 1.        |
| 10. | Dušan Sadar            | Nejsm vejdu           | Matej Kocjančič          | Matej Kocjančič            | Lojze Krajnčan   | 740             | 3.        |
| 11. | Moira                  | Ne povej              | Milan Ostojić            | Milan Ostojić              | Patrik Greblo    | 83              | 12.       |
| 12. | Pajdaši                | Štajerska harmonika   | Boris Rošker             | Metka Ravnjak Jauk         | Lojze Krajnčan   | 1175            | 2.        |

### Nagrajenci
Najboljša skladba po izboru občinstva
- Moja Izola (Žiga Bižal/Dušan Bižal, Darjan Gorela) − Prifarski muzikanti

Najboljša skladba po izboru žirije
- Prekmurski cvejt (Saša Ostojić/Milan Ostojić) − Halgato banda

Nagrade za najboljša narečna besedila
- 1. nagrada: Leon Oblak za Nej me Souča adplakne (Tiana)
- 2. nagrada: Milan Ostojić za Ne povej (Moira)
- 3. nagrada: Rajko Stropnik za V Kortah (Kvintet bratov Smrtnik)